# 임추 (1482년)
임추(任樞, 1482년 1월 ~ 1534년 1월 24일)는 조선 중기의 문신, 정치인이다. 소간공 임유겸(任由謙)의 아들이고, 정헌공 임권(任權)의 형이다. 1507년(중종 2) 생원진사로 식년문과에 급제, 바로 승문원권지에 임명된 뒤 사관(史官)이 되고, 그해 예문관검열, 다시 사관이 되었다가 문한관(文翰官)을 지냈다. 1513년 사헌부지평, 사간원헌납 등을 거쳐 1516년(중종 11) 다시 사헌부지평이 되고 그 해에 조광조 등과 함께 천문예습관(天文隸習官)에 선발되었으며, 사헌부장령이 되었다. 사간원대사간, 좌부승지 예조참의 등을 거쳐 1526년 대사간을 역임하고 경상도 관찰사 겸 병마수군절도사로 부임했다가, 1531년(중종 26) 한성부우윤, 1533년 강원도관찰사 등을 역임하였다.
1516년(중종 11) 사헌부장령 재직 시, 그는 공녀(貢女) 공출의 폐단을 지적, 해마다 중국에 보내는 공녀와 중국 사신이 올 때마다 공녀 선발을 중지할 것과, 공녀 공출에 따른 공포감 및 유언비어를 금할 것을 촉구하여 성사시켰다. 왕실의 외척 김안로를 비판하다가 미움받아 한때 좌천당하기도 했다. 1533년 호조참판이 되고 그 해에 동지사(冬至使)로 선발되어 명나라에 갔다가 귀국오는 도중 병으로 고령역에서 갑자기 죽었다.그는 생원시와 진사시에 합격하지 않고 유생 신분으로 성균관에서 수학하다 1507년(중종 2) 식년과 생원시에 합격하였다. 자(字)는 사균(士均) 또는 사균(士鈞), 사균(士勻), 사구(士句)이고, 시호는 정헌(貞憲), 본관은 풍천(豊川)이다.

## 생애

### 생애 초반
1482년(성종 13) 1월 경기도 양주군 회암면 귀율에서 태어났으며, 1480년생 설이 있다. 임자송의 후손으로 증조부는 보은현감 증 호조참판 임효돈(任孝敦)이고, 할아버지는 수안군수(邃安君守) 증 이조판서 임한(任漢)이며, 아버지는 공조판서와 중추부지사를 지낸 소간공 임유겸(任由謙)이며, 어머니는 예안이씨(禮安李氏)로 이신(李愼)의 딸이다. 동생 임권(任權)은 당대의 재상으로 예조판서와 의정부좌참찬을 역임했다. 그밖에 동생 임간은 효령대군 이보의 후손으로 보성군 이합의 증손녀이며 의신군 이징원(義新君 李澄源)의 딸과 혼인하였다. 자(字)는 사균(士均)인데, 사균(士鈞) 또는 사균(士勻), 사구(士句)라는 자도 사용하였다.
숙부는 임유손(任由遜)으로 그는 임진왜란 때의 장군 충간공(忠簡公) 애탄 임현(愛灘 任鉉)의 증조부가 된다.
그의 생일은 정확하지 않으나, 출생한 달이 동생 임권이 쓴 신도비에 그가 1월에 태어나 1월에 돌아갔다고 신도비에 기록하여 알려지게 되었다. 동생 임권에 의하면어릴 때 어떤 사정이 있어서 임추는 외할머니의 집에서 자랐는데 외할머니의 사랑을 받아 친부모처럼 따랐으며, 여러 외삼촌들이 또한 모두 그를 애지중지하였다 한다. 어느정도 성장한 뒤에 본가로 돌아와서 생활하였다.
어려서 북부학당을 다니며 수학하다가, 뒤에 북학을 마치고 성균관으로 들어가서 유생으로 수학했다. 그는 어려서 한성부의 5부학당 중 하나인 북학(北學, 북부학당)을 다녔는데, 소세양이 쓴 임권 묘갈명에 의하면 '내가 젊어서 북학(北學 : 서울에 있던 5학중 하나)에 있을 때 동년배 중에서 공의 형제를 보니 마치 들판의 학이 닭의 무리와 함께 있는 것 같아 마침내 서로 허여하고 막역한 벗이 되었다.' 한다. 뒤에는 성균관에 입학했는데 동생 임권이 쓴 임추신도비에 의하면 그는 사마양시에 합격하기 전, 유생 자격으로 대학(大學, 성균관을 지칭함)에 들어가서 수학하였다 한다. 성균관유생으로 수학할 때 임추는 옛날 사람들의 것을 그대로 쓰고 암기하는 것을 따르지 않고, 문장을 쓰는 데 필요한 것만 취해서 썼다. 만약 성현의 격언과 경어(警語)를 보면 반드시 종이에 적어서 좌우 벽에다가 걸어놓고 스스로 반성하고, 아우과 친구에게도 항상 서로 격려하며 교훈으로 삼았다 한다.
1507년(중종 2) 식년과 생원시에 10등으로 합격하여 생원이 되고, 바로 진사시에 합격하여 진사가 되었으며, 이어서 그해의 식년문과(式年文科)에 3등으로 급제하였다. 곧 승문원권지에 임명되었다가 바로 사관(史官)이 되었으며, 1507년 예문관검열(藝文館檢閱)에 임명되었다가 바로 예분관봉교가 되었다.

### 관료 생활
1508년(중종 3) 다시 기사관(記事官)으로 사관이 되었다가 문필을 맡는 문한관(文翰官)이 되었으며 홍문록에 올랐다. 이후 성균관전적, 병조좌랑 등을 지내고 홍문관부교리가 되었다. 이어 그는 겸 경연관으로 경연(經筵)에도 참여하였는데 임금이 신하들과 공부를 하고 정사를 토론하는 경연장에서 임추는 논리정연하며 조리 있는 말로 중종을 감동시켰다 한다. 1513년(중종 8) 사헌부지평이 되었다가 사간원헌납이 되었으며, 1514년(중종 9) 다시 사헌부지평에 임명되고 홍문관교리가 되었다.
1515년(중종 10) 다시 사간원헌납이 되었다가 다시 홍문관교리에 임명되고, 그해 3월에 병조정랑이 되었다가 4월 다시 홍문관교리에 재임명되었다. 이어 경연시독관(侍讀官)이 되어 단경왕후 신씨의 복권을 요청한 박상, 김정의 처벌을 반대하였으며, 유생(儒生)들의 말에 귀기울일 것을 중종에게 진언하였다. 1516년(중종 11) 다시 사헌부지평이 되었다. 1516년(중종 11) 11월 이조(吏曹)의 천거로 그는 조광조(趙光祖), 소세양, 홍언필, 성세장 등과 함께 천문이습관(天文肄習官)이 되었고, 이어서 사헌부장령이 되어 언관의 역할 및 언로의 개방에 대해서 상소하였다. 그는 임금에게 언관의 역할을 살리고, 권력자가 언로를 탄압하지 않고 언로를 개방하게 하는 내용의 상소를 올렸다.
세종대왕 때 명나라에 세종이 친히 부탁하여 금지시킨 공녀 선발, 내시 선발이 중종 반정 이후 다시 나타났다. 1516년 경연에 참여할 때 그는 공녀 공출의 폐단을 지적, 중국 명나라에 매년 공녀를 뽑아서 보내는 것, 중국 명나라 사신이 올 때마다 공녀로 바칠 처녀를 뽑는 것을 중지할 것을 상소하고, 또한 공녀 선발에 따른 공포감과 헛소문을 금지시킬 것을 건의하여 성사시켰다.
1518년(중종 13) 7월 11일 사헌부장령에 제수되고 8월 30일 다시 사헌부장령에 재임명되었다. 이때 그는 신진사류로부터 배척당했다는데 동생 임권에 의하면 "이때 신진으로 일을 좋아하는 무리가 있어서 임금의 뜻을 얻었다고 교만과 격함을 숭상하며 공에게 내재되어 있는 아름다움을 알지 못하고 마침내 형님의 생각을 받아드리지 않았다." 한다. 다시 사헌부장령이 되었다가 1518년 아버지 임유겸이 의금부지사가 되자, 그는 체직을 청하였지만 왕이 받아들이지 않았다. 1519년(중종 14) 조광조 등의 천거로 현량과 후보자가 되었지만 사양하였다. 교리 재직 중 기묘사화가 발생했지만 화를 입지는 않았다. 그해 말에 그는 중종에게 조광조를 깊이 신뢰했다가, 하루 아침에 갑자기 벌 주는 것에 대해 의문을 제기하였다. 1519년(중종 14) 4월 명나라에 사은사가 파견되자, 그는 파견되는 사은사의 서장관(書狀官)이 되어 연경에 다녀왔다. 명나라에 가서 그 나라의 지식인들을 상냥하고 자상하게 대하였는데, 임추와 이야기를 해본 사람은 그에게 깊은 공경심을 표하며 후하게 대접하였다고 한다.
1520년(중종 15) 중국에서 돌아와 2월 13일 홍문관 응교에 임명되어 경연시강관(侍講官)직을 겸직하였다. 이후 의정부사인, 홍문관전한을 역임하다가 이듬해 사성(司成)에 내정되었으나 1521년 11월 어머니의 병으로 사직하였다. 이후 성균관사성에 내정되었으나 바로 모친의 3년상으로 사직하였다. 이후 복직하여 홍문관전한, 직제학(直提學) 등을 역임하면서 경연시강관직을 겸직했다. 1523년 승정원좌부승지(承政院左副承旨)가 되고 이어 승정원승지(承政院承旨), 사간원대사간, 예조참의(禮曹參議) 등을 역임하고, 1526년(중종 21) 대사간이 되어 시정(時政)의 문제점에 대한 장문의 소를 올렸으나 받아들여지지 않았다.

### 생애 후반
1527년(중종 22) 4월 24일 아버지 임유겸의 상을 당하여 사직하고 3년상을 마쳤다. 1529년(중종 24) 4월 탈상하고 그해 6월 28일 형조참의, 12월 26일 승정원좌승지가 되었다. 1530년(중종 25) 다시 승정원좌승지로 임명되었다가 장모의 상으로 잠시 사직하였다. 그해 6월 15일 경상도감사 겸 병마수군절도사에 발탁되었고, 1531년 한성부 우윤이 되었다.
그는 권신 김안로(金安老)를 비롯한 권력자들에게 아첨하지도 않았고 이들을 두려워하지도 않았다. 임추는 김안로의 추종자들에게 “너희 무리가 어찌하여 나라 일을 이 꼴로 만들었느냐?”고 책망하였다. 1532년(중종 27) 김안로를 비판하였다가 좌천되어 다시 강원도관찰사로 외직에 나갔다가 1533년 중앙으로 복직했다. 1533년 호조참판으로 재직 중, 그 해에 명나라에 보낼 동지사(冬至使)를 선발할 때 동지사로 선발되었으며, 서장관을 선발할 때 아들 임호신이 선발되어 함께 연경에 파견되는 영광이 있었다. 명나라에 도착해서는 때마침 가정제의 태자 애충태자 주재기(哀沖太子 朱載基)의 급서 소식을 조선에 속히 전달하였다.
| “ | 황태자가 훙서(薨逝)하였다 하는데, 진하사를 들여보내야 하는가? (皇太子薨逝云, 進賀使猶入送乎?) | ” |

명나라 산해관(山海關)을 출발하여 귀국하는 길에 병을 얻어, 귀환 도중 1534년(중종 29) 1월 24일 중국 고령역(高嶺驛)에서 황달증(黃疸症) 증상을 일으켜 갑자기 사망하였다. 올때 명나라 예부가 그에게 봉정한 "금후로는 공물(貢物)로 바치는 종마(種馬)를 동지사(冬至使)한테 딸려 함께 경사(京師)에 와서 조공(朝貢)하도록 하라."는 공문은 아들 임호신을 통해 조선 조정에 전달되었다.

### 사후
중종의 특명으로 종2품이 아닌 정2품관의 예에 따라 예장되었고, 1534년 2월 시신이 수레에 실려 광녕위(廣寧衛)에 이르자 광녕성 지방장관이 임시로 빈소를 만들어 치제(致祭)하고, 또 은(銀) 여덟 냥(兩)과 명주 1필을 부의(賻儀)로 내놓았으며, 요동(遼東)에 빈소를 마련해주고 상여(喪輿)를 지급해 주었다.
시신은 운구되어 예장하였고 묘소는 경기도 양주군 회암면 귀율리(현, 경기도 양주시 율정동) 273번지 귀율부락 천보산 근처에 있으며, 후일 15년 뒤에 부인 하양허씨가 죽자 왼편에 합장하였다. 묘비문은 동생 예조참판을 지낸 고성이씨 이택(李澤)이 썼고, 신도비문은 동생 의정부좌참찬 임권任權)이 짓고, 글씨는 이택이 썼다. 신도비문을 지을 때 그의 아들들은 저명한 인사나 문장에 능한 사람 대신 삼촌인 임권에게 요청했다 한다. 임권에 의하면 "조카들이 "사람들은 흔히 이름난 재상이나 재주있는 선비인 명공재사에게 간청하여 빛나고 아름답게 하는데 이는 사실대로 적지 못하는 것이고, 전하여지고 믿을 만한 것으로만 기술하고자 하는데 오직 선친의 심사를 처음부터 끝까지 실제로 아는 이는 숙부님 밖에 없습니다."라고 하면서 나에게 글을 지어 달라고 부탁하였다."는 것이다. 묘비와 신도비가 바로 그의 묘소 앞에 있다.
그의 묘 아래에는 아들 임호신의 묘가 있다. 기묘명현록에 수록되었으며, 후일 이덕무의 청장관전서에 이조의 명신들을 수록한 명신록 10권에도 그가 수록되었다.
본래 회천면 율정리 산2-10번지였던 그의 묘소는 위치는 그대로 존재하나, 뒤에 양주시 율정동 산 2-10번지가 되었다가 뒤에 율정동 273번지로 지번이 변경되었다. 그의 묘소는 아버지 임유겸 묘소와 그 앞 어머니 예안이씨 묘소로 가는 길 입구 좌측의 안쪽에 조성되었고, 바로아래에는 아들 임호신 묘가 있다. 한편 그의 묘소로 들어오는 입구 좌측길로 가면 동생 임권과 그 후손들의 묘소가 있다. 그밖에도 율정동 산 2-16번지에는 그의 또다른 동생 임병(任柄)의 묘가 있다.

## 가족관계
- 할아버지 : 임한(任漢)
- 할머니 : 남양 홍씨, 남심(南深)의 딸
  - 삼촌 : 임유손(任由孫)
- 아버지 : 임유겸(任由謙, 1456년 ~ 1527년)
- 어머니 : 예안이씨(禮安李氏, ? ~ 1522년), 이신(李愼)의 딸
  - 동생 : 임권(任權, 1486년 ~ 1557년)
  - 동생 : 임병(任柄)
  - 동생 : 임건(任楗)
  - 동생 : 임간(任幹, 1496년 ~ 1547년)
  - 누이 : 풍천임씨, 동복현감 윤수의(尹壽義)의 처
  - 누이 : 풍천임씨, 사헌부감찰 윤정신(尹貞臣)의 처
- 부인 : 하양허씨(河陽許氏, 1487년 ~ 1549년), 한산군수 허수(許邃)의 딸
  - 아들 : 임호신(任虎臣, 1506년 ~ 1556년)
  - 며느리 : 전주최씨, 부장 최호문(崔浩文)의 딸, 일두 정여창의 외손녀
    - 손자 : 임원(任元)
    - 손자 : 임개
    - 손녀 : 풍천임씨
    - 손녀 : 풍천임씨

  - 아들 : 임보신(任輔臣, ? ~ 1558년), 출계, 친척 임성(任誠)의 후사로 입양
  - 며느리 : 향주 전주이씨, 이름: 필환성종의 여덟번째 서자 익양군 회(益陽君 懷)의 딸
    - 손녀 : 임진가
    - 손녀사위 : 이경성, 유학. 그가 사망할 당시 출가한 상태였다.
    - 손자 : 임극
    - 손자 : 임태
    - 손녀 : 임계진

  - 아들 : 임장신(任丈臣, ? ~ ?년 10월 23일)
    - 손자 : 임개, 아들이 없어서 형 임호신의 아들 임개를 양자로 삼았다.

## 같이 보기
| - 공녀 - 임유겸 - 임호신 - 임보신 - 임권 - 보성군 - 정여창 - 임자송 | - 조광조 - 단경왕후 - 황달 - 김안로 - 임중신 - 동팔참 |

## 기타
그의 동생 임간은 보성군 이합의 증손이며 평성도정 이위의 손녀와 결혼하였다. 보성군 이합의 다른 딸과 결혼한 임사홍은 부계쪽으로도 먼 친척에 해당되었다.
아들 임보신은 성종의 여덟번째 서자 익양군 회(益陽君 懷)의 딸과 결혼했지만 임보신은 친척 임성의 양자가 되었다.

## 관련 자료
- 임추 신도비
- 김송희, 《朝鮮初期의 堂上官 兼職制에 대한 연구:東班 京官職과 臨時官職을 중심으로》 (한양대학교 대학원, 1997)

## 참고 문헌
- 중종실록, 국조방목, 국조보감, 기묘록, 묵재집(홍언필), 청장관전서